# AllHipHop
AllHipHop (również AllHipHop.com) – amerykańskie czasopismo elektroniczne poświęcone muzyce hip-hopowej, w tym recenzjom płytowym, koncertom i wiadomościom z rynku muzycznego. Istnieje od 1998 roku.
Recenzje albumów muzycznych AllHipHop są cytowane w agregatorze opinii muzycznych Album of the Year.

## Historia i profil
W 1997 roku Greg Watkins zarejestrował AllHipHop.com, aby promować artystów ze swojej wytwórni. Gdy zauważył, że wiele osób pobiera muzykę z tej strony, zawarł kilka umów ze sprzedawcami detalicznymi i zaczął sprzedawać pliki do pobrania. W tym samym roku stwierdził, że jego szkolny kolega, Chuck Creekmur, prowadzi swoją stronę internetową o podobnym profilu, Tantrum-Online.com. Obaj postanowili połączyć swoje firmy pod szyldem AllHipHop.com jako serwis codziennej hip-hopowej strony internetowej. Ich wspólny serwis został uruchomiony w 1998 roku. Publikuje codzienne wiadomości, wywiady, recenzje, multimedia. Jest cytowany między innymi przez CNN, The Source, XXL, New York Post i The New York Times.
W 2002 roku AllHipHop sponsorował swoją pierwszą imprezę – grilla, która przyciągnęła około stu osób, a ciągu następnych kilku lat przekształciła się w tygodniową serię wydarzeń, które obaj założyciele nazwali AllHipHop Week. Do 2003 roku firma osiągnęła na tyle duże dochody, że Watkins zmienił pracę przychodząc do AllHipHop.com na pełny etat. To samo zrobił w następnym roku Creekmur. Popularność serwisu wzrosła na tyle, ze do 2006 roku miał on 5 milionów odwiedzających miesięcznie, więcej niż Vibe i BET.com (według Alexa.com).
W 2008 roku, po 10 latach działalności, serwis miał 6 milionów unikalnych użytkowników miesięcznie. W tym samym roku jego właściciele podpisali pięcioletnią umowę z cyfrowym oddziałem Radio One, Interactive One, w celu zwiększenia przychodów z reklam online.
W 2013 uruchomiony został na YouTube kanał telewizyjny AllHipHopTV, poświęcony tej samej tematyce, co strona internetowa.
W 2017 roku Watkins i Creekmur nawiązali współpracę z Maven, firmą z siedzibą w Seattle, aby zarządzać całą swoją platformą mediów cyfrowych. Jednocześnie zaoferowano odbiorcom znaczącą poprawę funkcjonalności i lepsze działanie serwisu na urządzeniach mobilnych, w tym aplikacje natywne dla systemów iOS i Android.
2 stycznia 2023 roku z okazji 25-lecia działalności serwisu Watkins w wywiadzie dla CBS News stwierdził, że AllHipHop stara się być „zwierciadłem i głosem kultury hip-hopowej”. Serwis ma w tym roku każdego miesiąca ponad 3 miliony unikalnych użytkowników.